# Burk (Forchheim)
Burk ist ein Gemeindeteil der Großen Kreisstadt Forchheim im Landkreis Forchheim (Oberfranken, Bayern).

## Lage
Das Pfarrdorf Burk liegt im Regnitztal, einen Kilometer westlich des Stadtkerns von Forchheim und ist mit der nördlich gelegenen ehemaligen Gemeinde Buckenhofen zusammengewachsen. Der Ort entstand auf einem markanten Geländevorsprung auf einer Höhe von 267 m ü. NHN rund zehn Höhenmeter über dem Niveau der auf 255 m ü. NHN fließenden Regnitz.
Naturräumlich liegt Burk zwischen den Landschaften Aischgrund (nordwestlich) und Nördliches Mittelfränkisches Becken mit der östlich aufsteigenden Fränkischen Schweiz.

## Geologie
In den Randbereichen vom Osten der Unteren Mark wird der Sandsteinkeuper großflächig von Feuerletten, Rhät und Knollenmergel überlagert, die das Grundwasser hemmen und das Wasser stauen. Als oberste Schicht des Keupersandsteins steht Rhät, ein gelblichbrauner Sandstein an, der als regionales Baumaterial verwendet wird.

## Klima
Im nördlichen Mittelfränkischen Becken herrscht ein relativ trockenes und regenarmes Klima, das den Anbau von Gemüse und Obst begünstigt. Prägend für das Landschaftsbild ist die Teichwirtschaft. Angrenzend an die von Fichten und Kiefern dominierten Wälder der Riedelrücken liegen Ackerflächen. Größere zusammenhängende Waldgebiete sind die Untere Mark und der Markwald.

## Geschichte
Die Ursprünge Burks reichen bis in das erste nachchristliche Jahrtausend zurück. Bereits in karolingischer Zeit verlief entlang des Regnitztales ein wichtiger Handelsweg von der Nord- und der Ostsee zum Donau-, Alpen- und Mittelmeerraum. Es gibt verschiedene Hinweise, dass schon vor 900 eine Burg dort stand, von der aus die Regnitzschleife oberhalb der Mündung der Wiesent kontrolliert werden konnte. Um 1007 tauchte der Ort mehrfach als „Schlirbach“ auf, eine Bezeichnung, die noch mit den westlich gelegenen Schlehebacher Weihern überliefert ist. Der genaue Standort der ehemaligen Spornburg ist noch nicht erforscht, wird aber mit den Fundamenten der katholischen Pfarrkirche zu den Heiligen Drei Königen, im ausgehenden 16. Jahrhundert überbaut, vermutet.
Die Motte Turmhügel Burk südlich des Ortes in der ehemaligen Regnitzschleife, eine Niederungsburg, wurde 1127 erstmals urkundlich erwähnt, sie ging im Mittelalter ab. Südlich des Ortes, an der Straße nach Hausen steht die Schöne Marter aus dem Jahr 1470.
Nach der unklarem Geschichte des Ortes bis in die Zeit nach dem Dreißigjährigen Krieg erfasst das bayerische Urkataster dort in den 1810er Jahren wieder ein stattliches Kirch- und Haufendorf mit über 100 Hofstellen.
Bei Beginn des Industriezeitalters blieb der Ort buchstäblich zunächst links der Regnitz, da sowohl der in den 1840er Jahren gebaute Ludwig-Donau-Main-Kanal als auch die Bahnstrecke Nürnberg–Bamberg rechts im Tal gebaut wurden. Der Ort behielt seine landwirtschaftliche und dörfliche Prägung. Nur die Ziegelhütte entstand nördlich außerhalb.
Im Zweiten Weltkrieg kam es zu Einquartierungen und in der Nachkriegszeit stieg die Einwohnerzahl sprunghaft an. In den 1960er Jahren setzte ein Bauboom ein. Etwa zeitgleich wurde die Regnitzschleife während des Baus des Main-Donau-Kanales abgegraben und zu einem Altwasser, das  unter Landschaftsschutz steht.
Burk wurde 1978 im Zuge der Gebietsreform in Bayern zusammen mit der ehemaligen Gemeinde Buckenhofen nach Forchheim eingemeindet.
Zahlreiche Baudenkmäler aus der Zeit vom 16. bis zum 19. Jahrhundert sind erhalten. siehe auch: Liste der Baudenkmäler in Burk.

### Bevölkerungsentwicklung
| Jahr      | 1840 | 1871 | 1900 | 1925 | 1950 | 1961 | 1970 | 1987 | 2011 | 2016 |
| Einwohner | 450  | 492  | 689  | 820  | 1292 | 1623 | 1767 | 2053 | 2213 | 2312 |

## Wappen
Das Ortswappen zeigt drei goldene Kronen (Kirchenpatrozinium Heilige Drei Könige) auf rotem Grund über einer silbernen Zinnenmauer (für die angenommene Bedeutung des Ortsnamens als befestigte Anlage, Burg). Die Zustimmung erfolgte am 10. Februar 1970 vom damaligen bayerischen Staatsminister des Innern, Bruno Merk.

## Kultur und Sehenswürdigkeiten
- Turmhügel Burk
- Landschaftsschutzgebiet Burk

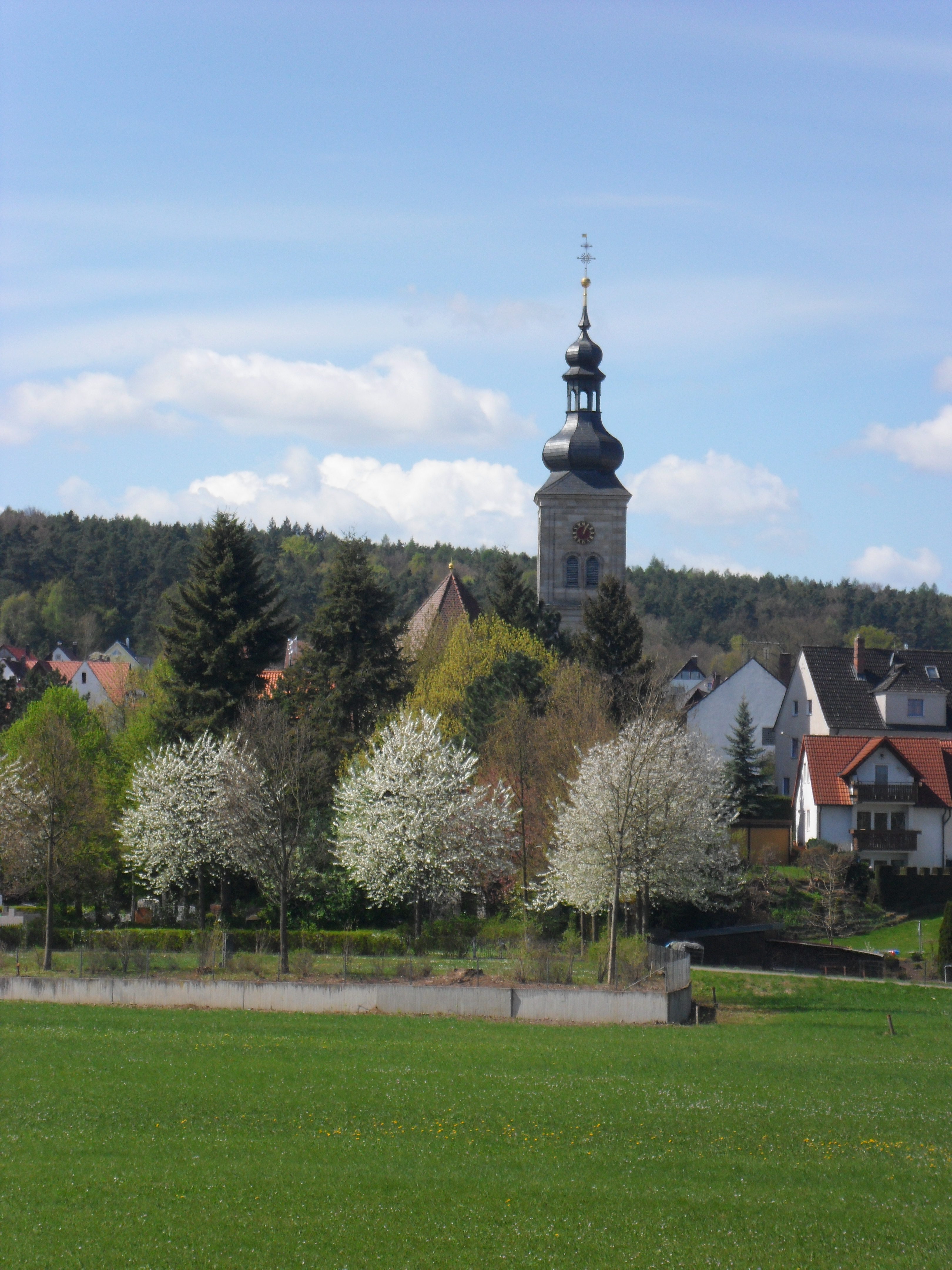
Burk von Osten (2011)
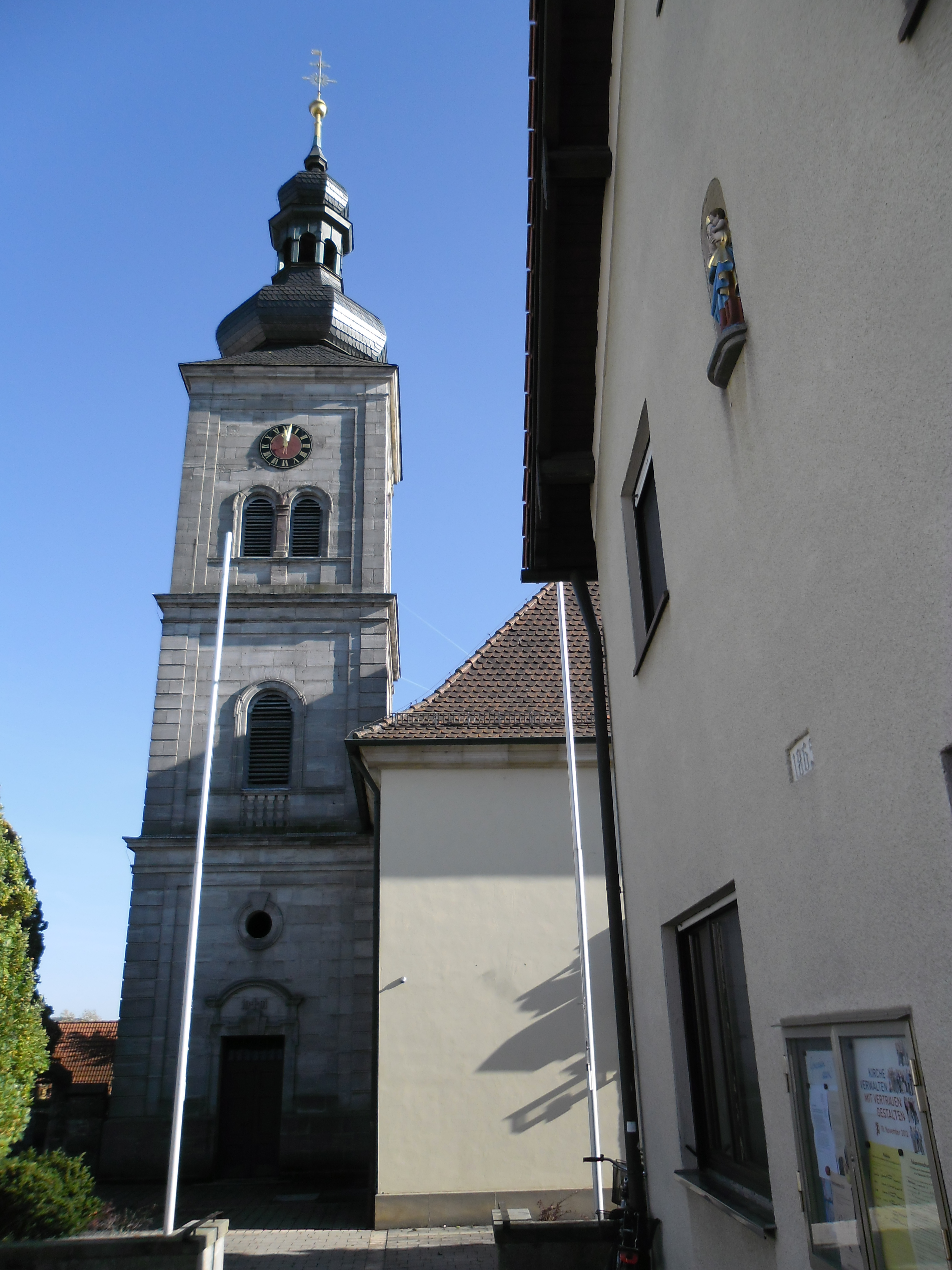
Heilig Dreikönig von Westen
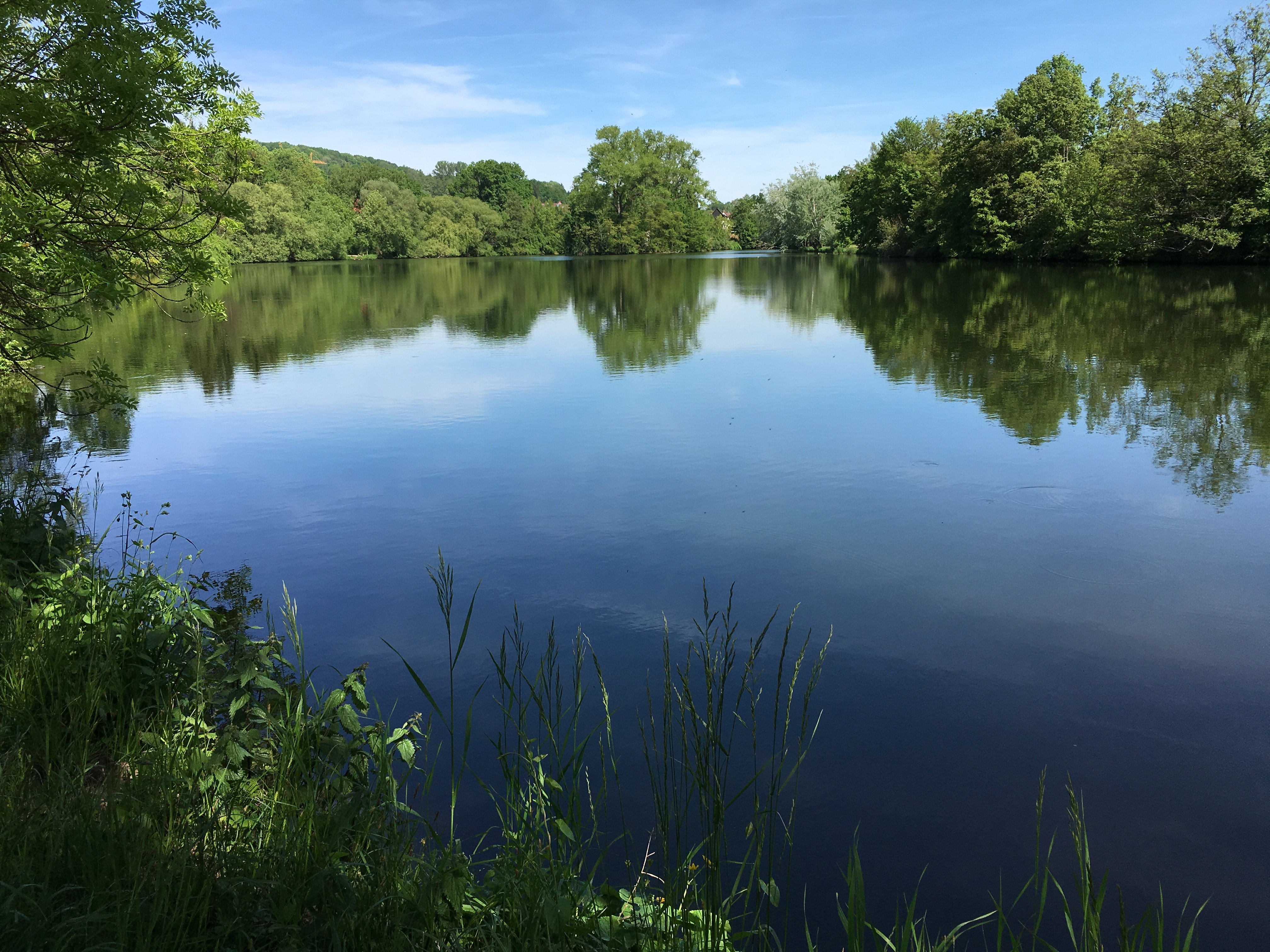
LSG Regnitzarm
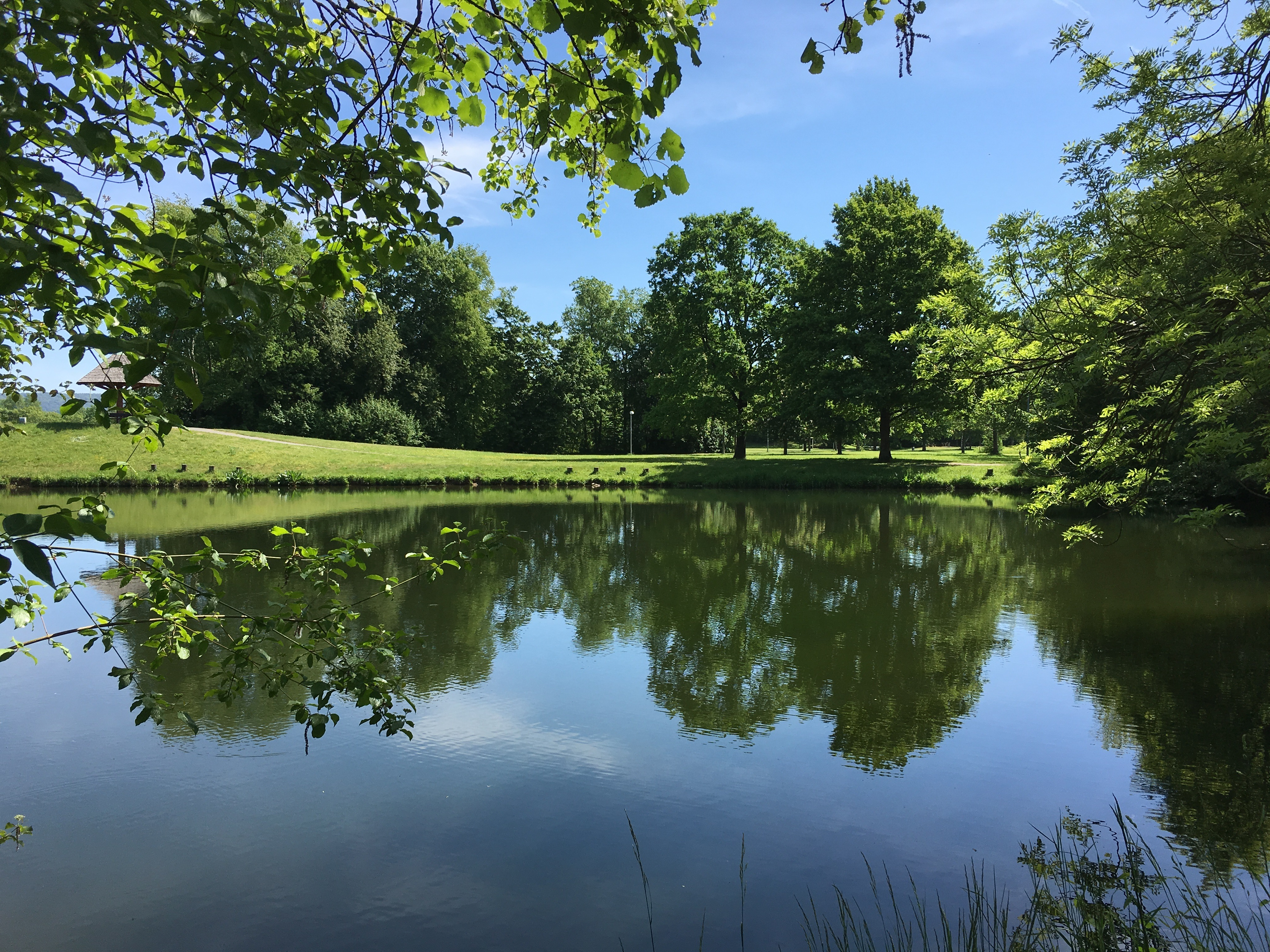
Burk im Osten
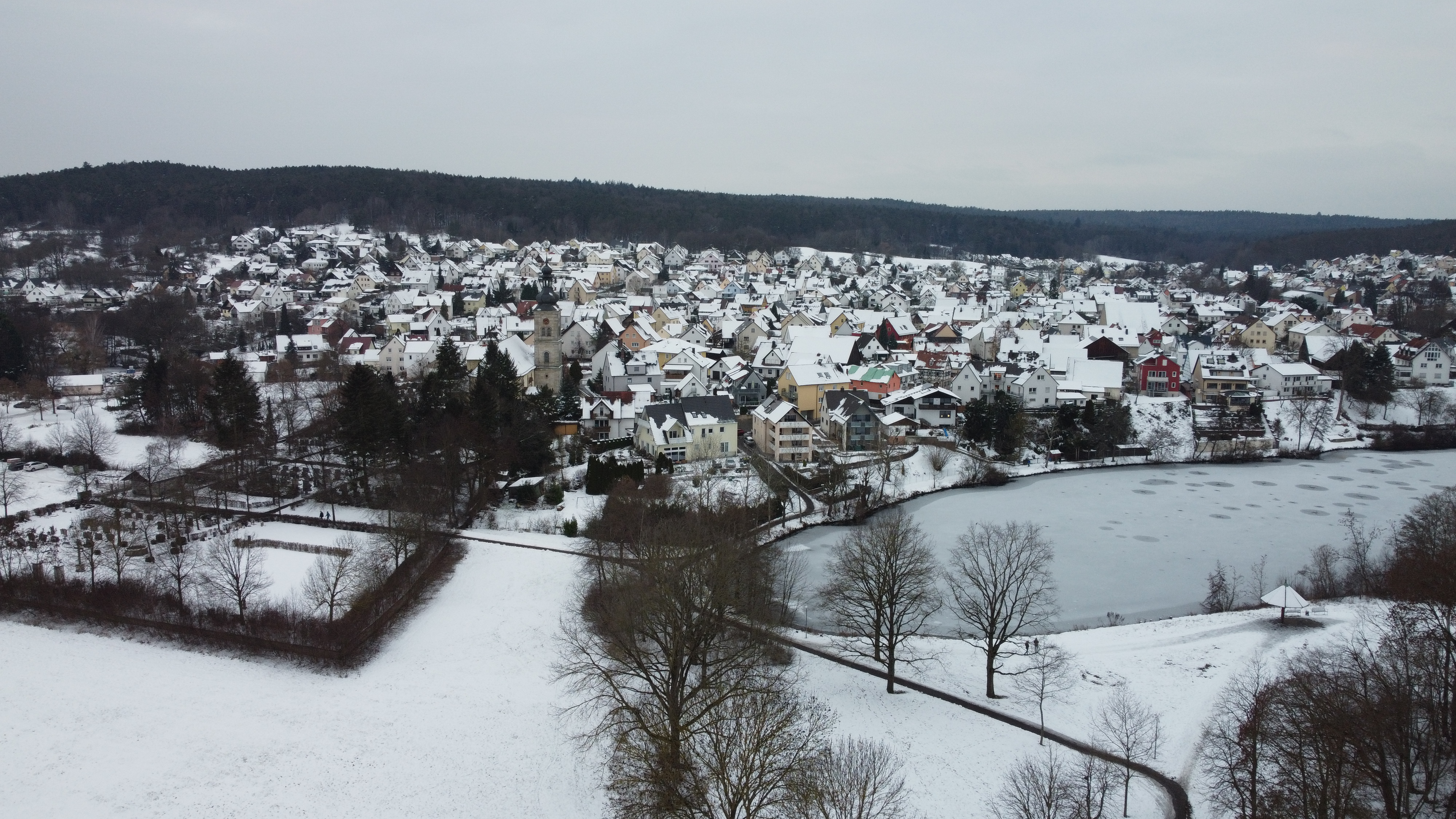
Burk im Winter

## Verkehr
- Gemeindestraßen führen zur Kreisstraße FO 13 und diese zu den Bundesstraßen 470 und zur 73.
- Der ÖPNV bedient Burk mit mehreren Haltestellen (Frankenau, Kriegerdenkmal, Burker-/Stillstr. und Am Schellenberg) der VGN-Linie 206,[17] die zum Bahnhof Forchheim führt.
- Da der Betrieb am Hafen Forchheim bis auf die Fahrgastschifffahrt eingestellt ist, bestehen Zugänge für den Güterumschlag zum europäischen Wasserstraßensystem derzeit nur an den benachbarten Häfen Eggolsheim nördlich oder an der Lände Erlangen südlich.
- Im Flugverkehr ist der in etwa einer halben bis dreiviertel Autostunde erreichbare Albrecht-Dürer-Airport in Nürnberg, der nächstgelegene internationale Verkehrsflughafen.

## Sport
Größter Sportverein des Gemeindeteils ist der 1930 gegründete 1. FC Burk e. V. mit über 800 Mitgliedern in sechs Abteilungen: Fußball, Gymnastik, Tischtennis, Volleyball, Darts und Tischkicker.
Die Fußballer tragen ihre Heimspiele dabei im "Seetalstadion" aus. Zeitweise spielte die erste Herrenmannschaft in der Bezirksoberliga, mittlerweile ist sie in die A-Klasse abgestiegen. Die Damenmannschaft ist derzeit in der Bezirksliga zu finden.

## Veranstaltungen
Am dritten Oktoberwochenende findet im Ortszentrum alljährlich die Burker Kerwa statt. Eine Woche später wird das Burker Weinfest abgehalten, was im von der Bierkultur geprägten Forchheim eine Besonderheit darstellt.